# Constant-Philippe Serrure
Constant-Philippe Serrure, né à Anvers en 1805 et décédé à Moortzele en 1872, est un historien, numismate, bibliophile et philologue belge.

## Biographie
Inscrit à la Faculté de droit de l'Université d'État de Louvain dès 1826, Constant-Philippe Serrure en sortit docteur en 1832. En 1830 on lui avait proposé d'en devenir bibliothécaire en remplacement de Karl Bernhardi, mais il refusa en raison des conditions difficiles de ce travail.
Après avoir pratiqué quelques mois le barreau à Anvers il préféra se décharger de ce souci pour se consacrer à ses travaux d'érudition favoris. Il devint un collaborateur assidu du "Messager des sciences historiques".
Il accepta toutefois en 1836 une charge de professeur d'histoire de Belgique et du Moyen Âge à l'Université de Gand dont il devint recteur de 1855 à 1857. Il s'intéressa aussi passionnément à la vieille littérature flamande et fonda le "Vaderlandsche Museum".
Il laissé un grand souvenir comme éminent bibliophile ayant constitué une bibliothèque privée riche de 28 000 volumes des plus rares concernant principalement les "antiquités belgiques" et la littérature flamande du XVIe siècle. Il a laissé des centaines de publications dans le domaine de l'érudition, de l'histoire, de la numismatique et de la bibliophilie.